# راجن‌پور
راجن‌پور (به انگلیسی: Rajanpur) یک شهر در پاکستان است که در ناحیه راجن‌پور واقع شده‌است.